# Андріаджака
Андріаджака (*д/н — бл. 1630) — 3-й мпанзака (володар) держави Імерина у 1612—1630 роках. Заснував столицю Антананаріву.

## Життєпис
Другий син Раламбо, правителя Імерини, та Рацотіхініни. У юності Андріанджака одружився з Равадіфо, дочкою принца Андріампанарівоманджаки. За часів панування батька брав активну участьу військових кампаніях.
Згідно з переказами, Андріанджака запропонував нову оборонну тактику, заповнивши міські хадіворі (оборонні траншеї) коров'яком і рисовим лушпинням, запаливши його, вкривши тліючі вуглинки спаленими рисовими стеблами, щоб територія нагадувала ділянку землі, нещодавно повторно очищену для посадки.
Після смерті батька близько 1612 року за підтримки знаті зумів не допустити старшого брата Андріантомпокойндріндру до трону, зайнявши його сам. Проте домовився з братом, що всі нащадки Андріаджаки повинні одружитися з жінками з роду Андріантомпокойндріндри.
Переніс столицю до Амбогіманги. 1620 року прийняв португальське посольство, що відбулося вперше. Розширив торгівлю рабами в обмін на вогнепальну зброю, зокрема закупив 50 гармат.
З метою формування єдності держави визначив «Дванадцять священних пагорбів Імеріни» (де були столиці й резиденції колишніх правителів — Амбохітратрімо, Амбогіманга, Ілафі, Аласора, Анцагадіта, Амбохіманамбоніа, Аналаманга, Амбохітрабібі, Імехана, Амбохідрапето, Амбохіафі та Амбохімандітаранка). Також обмежив кількість магічних талісманів (сампі) до 12. При цьому оголосив їх створення лише правом правителя Імерини, позбавивши цього місцеву знать.
До 1625 року зумів нарешті захопити важливе вождіство Аналаманга, встановивши владу над усім нагір'ям. Там Андріаджака вирішив створити укріплену фортецю (так звану «руву»), яка стала центром нової столиці — Амаламанги. Була побудована низка традиційних королівських споруд, а також розроблені плани створення монарших гробниць. На навколишніх рівнинах за наказом Андріаджаки почали створюватися величезні рисові поля.
Помер близько 1630 року. Йому спадкував син Андріанцитакатрандріана.